# Азиатски речни костенурки
Азиатските речни костенурки (Geoemydidae) са семейство влечуги от разред Костенурки (Testudines).
Представителите се характеризират с умерено изпъкнал или по-скоро плосък, овален до продълговат карапакс. Пластронът е голям, рядко може да притежава еластични връзки. Липсва мезопластрон. Шията се прибира вертикално в черупката, като това се отразява анатомично на устройството на първите гръдни прешлени.

## Размери
Карапакса варира от 13 cm (Geoemyda spengleri, Heosemys silvatica) до 80 cm (Orlitia borneensis). Масата може да достигне и до 80 kg.

## Разпространение
Както подсказва името, представителите обитават предимно Азия, но има и видове срещащи се в южна Европа, Централна Америка и северната част на Южна Америка. Семейството има един представител в България:
- Южна блатна костенурка (Mauremys rivulata).

## Местообитание
Обитават предимно водоеми или местности с близост на вода. Повечето видове живеят в сладководни басейни, като някои дори могат да се открият и в планински потоци (Cyclemys dentata, Cuora trifasciata), а други в естуарите на реките (Batagur baska, Callagur borneoensis). Callagur borneoensis е вид, който снася яйцата си по морски плажове, подобно на морските костенурки, което е нетипично за семейството. Geoemyda spengleri, Heosemys silvatica и Pyxidea mouhotii са сухоземни обитатели. Понякога обаче дори в един род местообитанията могат да се различават. Например в род Rhinoclemmys има изцяло сухоземни видове (Rhinoclemmys annulata), както и видове предпочитащи водоеми (Rhinoclemmys annulata).

## Репродуктивни особености
Повечето видове отлагат по-малко от 10 яйца на люпило, но няколко вида отлагат яйца няколко пъти в рамките на един сезон. Сред „рекордьорите“ в семейството са: Geoclemys hamiltoni, която отлага от 18 до 30 яйца, Batagur baska отлага средно 20 яйца, Callagur borneoensis отлага от 15 до 25 яйца на гнездо. Инкубационният период е средно от 3 до 5 месеца.

## Начин на хранене
Повечето видове са растителноядни (Kachuga smithi), или всеядни, но се отличават и типични хищници (родовете Malayemys и Mauremys).

## Класификация на семейството до родове
Семейство Geoemydae (Bataguridae)
- Подсемейство Batagurinae
  - Род Batagur – Батагури
  - Род Callagur
  - Род Chinemys
  - Род Furculachelys
  - Род Hardella
  - Род Hieremys
  - Род Kachuga – Палатковидни костенурки
  - Род Morenia
  - Род Ocadia
- Подсемейство Geoemydinae
  - Род Cuora – Шарнирни костенурки
  - Род Cyclemys
  - Род Geoclemys – Индийски петнисти костенурки
  - Род Geoemyda
  - Род Heosemys
  - Род Leucocephalon - Сулавески горски костенурки
  - Род Malayemys
  - Род Mauremys
  - Род Melanochelys
  - Род Notochelys
  - Род Orlitia
  - Род Pyxidea
  - Род Rhinoclemmys
  - Род Sacalia
  - Род Siebenrockiella